# 二(三羰基-π-茂基钨)合汞
二(三羰基-π-茂基钨)合汞是一种金属有机化合物，化学式为C16H10HgO6W2，或写作(CO)3CpWHgWCp(CO)3。环戊二烯基钠和六羰基钨反应，得到茂基三羰基钨(-I)钠，再将其与甲基氯化汞于二甘醇二甲醚中反应，可得标题化合物。它和三苯基膦反应，生成氯汞基二羰基(环戊二烯基)(三苯基膦)钨。